# Beir-Total
Beir-Total was een jaarlijks outdoor dancefestival dat plaatsvond in Kapellen, in de Belgische provincie Antwerpen. Het evenement werd georganiseerd door Beir-Total vzw, onder leiding van Ruben De Proost, Sander Van Hirtum en Sydney Van Aerden. Het festival vond doorgaans begin mei plaats op een weide aan de Kapelsestraat en richtte zich voornamelijk op genres als dance en house. De organisatie werd volledig gedragen door vrijwilligers.

## Geschiedenis
De eerste editie van Beir-Total vond plaats op 21 december 2015 in zaal Eskapade in Kapellen. Het evenement werd oorspronkelijk georganiseerd door een groep schoolvrienden en kende onverwacht succes. In 2016 richtten Ruben De Proost, Sander Van Hirtum en Lennart Rul de vzw Beir-Total op, waarna er in 2016 en 2017 meerdere fuiven volgden in dezelfde zaal. 
Door de toenemende populariteit groeide het evenement uit zijn oorspronkelijke locatie. In 2018 verhuisde Beir-Total naar een weide aan de overkant van de Kapelsestraat en werd het concept omgevormd tot een openluchtfestival.
In 2020 en 2021 werd er geen editie georganiseerd vanwege de coronapandemie.
In 2023 werd het festival voor het eerst over twee dagen gespreid.

## Laatste editie
De laatste editie van Beir-Total vond plaats op 3 en 4 mei 2024. De organisatie wist voor deze gelegenheid een aantal bekende artiesten aan te trekken, waaronder Regi en Nina Black.

## Programma

### 2024
- Regi
- DJ F.R.A.N.K.
- Nina Black
- Karakals
- Manuals
- Mathy
- C-track
- Double-U ft. Dj Sep
- Mattic ft. Alleskapot
- Kroeskontrol
- Diluca
- Dj Calle

### 2023
- Pat Krimson
- DJ F.R.A.N.K.
- 5NAPBACK
- Arthur Lewis
- Makasi
- 1984
- Robert Abigail
- Karakals
- MC Pyro
- Double-U
- Sydney Ayven
- Nick Dillinger
- Seba & Lau Sax
- These Guys
- Avenue
- Tonut
- Zeen & Myer
- Channel 26
- Diluca

### 2022
- Robert Abigail
- Michael Amani
- Arthur Lewis
- MC Pyro
- Double-U
- Sydney Ayven
- Nick Dillinger
- LENN-ART
- Dj Shuffle

### 2019
- MANDY
- 5NAPBACK
- Lennert Wolfs
- MC Pyro
- Double-U
- Mathy
- Weerman
- Corry & Gerry
- Jules Baltazar

### 2018
- MC Pyro
- Double-U
- Reece Taylor
- James Portland
- Foxa
- LENN-ART
- Muze
- The Party Warriors
- Arthur Heutz
- Bjorn Verbex
- Sydney Ayven
- Jelto V
- DJ Sender
- JRETH
- Weerman

### 2017
- DJ Team Gomoris
- James Portland
- LENN-ART
- DJ Sender

### 2016
- James Portland
- LENN-ART
- Jelto V
- DJ Sender
- G-SPAR

### 2015
- LENN-ART
- DJ Sender

## Vibes by Beir-Total
In 2019 en 2020 organiseerde Beir-Total vzw ook fuiven onder de noemer Vibes by Beir-Total, een dochtermerk waarmee verschillende thema-avonden en indoor dance-events werden aangeboden.